# Norine Braithwaite

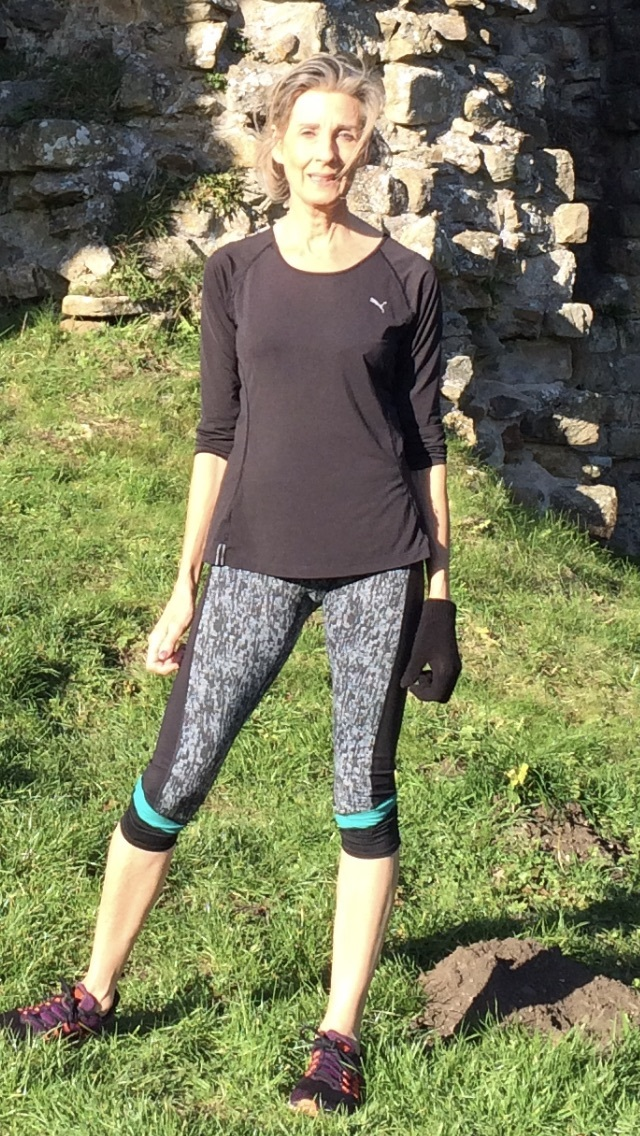
Norine Braithwaite, 2022

Norine Braithwaite (Norine Dorothy Braithwaite; * 29. Januar 1951) ist eine ehemalige britische Mittel- und Langstreckenläuferin.
Bei den British Commonwealth Games 1970 wurde sie für England startend wurde sie Sechste über 1500 m und schied über 800 m im Vorlauf aus.
1973 kam sie bei den Crosslauf-Weltmeisterschaften in Waregem für England startend auf den 37. Platz. Bei den British Commonwealth Games 1974 in Christchurch erreichte sie im Finale über 1500 m nicht das Ziel.

## Persönliche Bestzeiten
- 800 m: 2:05,28 min, 19. August 1973, Moskau
- 1500 m: 4:15,30 min, 17. August 1973, Moskau
- 1 Meile: 4:39,73 min, 14. September 1973, London